# آني سكاو بيرنتسين
آني ساكو بيرنتسين (بالنرويجية البوكمول: Annie Skau Berntsen)‏ (بالصينية: 司務道)، والمعروفة أيضاً باسم الأخت آني (29 مايو 1911 - 26 نوفمبر 1992) كانت مبشرة نرويجية خدمت في الصين وهونغ كونغ.

## وصلات خارجية
- آني سكاو بيرنتسين على موقع IMDb (الإنجليزية)

- The Mission Covenant Church of Norway: Brief Overview of Annie Skau Berntsen
- http://www.hohcs.org.hk